# Appenweiler Weiher
Der Appenweiler Weiher ist ein Stillgewässer im Gebiet der baden-württembergischen Stadt Friedrichshafen im Bodenseekreis in Deutschland.

## Lage
Der rund zwei Hektar große Appenweiler Weiher, etwa neun Kilometer nordöstlich der Friedrichshafener Stadtmitte, zwischen den Weilern Appenweiler im Norden, Bettenweiler im Südwesten, Ellenweiler im Westen und dem Weißenauer Wald im Osten, auf einer Höhe von 554,5 m ü. NHN gelegen, gehört naturräumlich zum Bodenseebecken. Er wird heute zu Zwecken der Fischerei genutzt.

## Hydrologie
Der Appenweiler Weiher wurde wahrscheinlich im 15. Jahrhundert angelegt. Sein Einzugsgebiet erstreckt sich auf etwa 260 Hektar. Die Größe des Seebeckens beträgt 2,2 Hektar, die maximale Länge etwa 240 Meter, die Breite 120 Meter. Bei einer durchschnittlichen Tiefe von 2,1 Metern und einer maximalen Tiefe von 5,5 Metern ergibt sich ein Volumen von rund 45.700 Kubikmetern.
Der Zulauf des Weihers erfolgt über den ‚rechten Ast‘ des Mühlbachs, der Abfluss über ein Regulierwehr Richtung Schussen.

## Ökologie
Seit 2000 sind die Städte Friedrichshafen und Ravensburg (nur Einzugsgebiet) mit dem Appenweiler Weiher am Aktionsprogramm zur Sanierung oberschwäbischer Seen beteiligt. Ein wichtiges Ziel dieses Programms ist, Nährstoffeinträge in Bäche, Seen und Weiher zu verringern und die Gewässer dadurch in ihrem Zustand zu verbessern und zu erhalten.
Das Einzugsgebiet wird zu fünf Prozent für die Wald- und 90 Prozent für die Landwirtschaft – davon 41 % Grünland, 30 % Obstkulturen und 29 % Ackerland – genutzt.
| Jahr                                     | 2002   | 2009   | 2015   | 2020  |
| Gesamt PO4-Phosphor (µg/l)               | 172,00 | 159,00 | 132,00 | 78,00 |
| Chlorophyll a (µg/l)                     | 35,00  | 69,00  |        |       |
| Chlorophyll a-Spitze (µg/l)              | 104,00 | 107,00 |        |       |
| anorganischer Gesamt-Stickstoff a (mg/l) | 2,47   | 0,47   |        |       |
| Sichttiefe (m)                           | 0,90   | 0,60   |        |       |
| Trophiestufe                             |        |        |        | e2    |
| nur Oberflächenwasser                    |        |        |        |       |

### Flora und Fauna
Im Bereich des Weihers beobachtete Pflanzen
- Gelbe Teichrose (Nuphar lutea), eine Art aus der Familie der Seerosengewächse
- Gewöhnliche Teichbinse (Schoenoplectus lacustris), Pflanze aus der Familie der Sauergrasgewächse
- Kleine Wasserlinse (Lemna minor L.), Art aus der Familie der Aronstabgewächse
- Wasser-Knöterich (Persicaria amphibia), eine Pflanzenart aus der Familie der Knöterichgewächse
- Wasserminze (Mentha aquatica), auch Bachminze genannt, eine Pflanzenart aus der Familie der Lippenblütler
- Weiße Seerose (Nymphaea alba), im Volksmund oft als Wasserlilie bezeichnet, auch zu den Seerosengewächsen gehörend

und Tiere
- Blässhuhn (Fulica atra), eine Art aus der Familie der Rallen
- Kolbenente (Netta rufina), eine Vertreterin der Entenvögel
- Reiherente (Aythya fuligula), auch eine Art der Entenvögel
- Rohrammer (Emberiza schoeniclus), auch Rohrspatz genannt, ist eine Vogelart aus der Familie der Ammern
- Teichrohrsänger (Acrocephalus scirpaceus), eine Singvogelart aus der Familie der Grasmückenartigen
- Zwergtaucher (Tachybaptus ruficollis), eine Art aus der Familie der Lappentaucher